# Striga asiatica
Striga asiatica ist eine Pflanzenart aus der Gattung Striga in der Familie der Sommerwurzgewächse (Orobanchaceae). Die Wirtspflanzen dieser hemiparasitischen Pflanze sind unter anderen Kulturpflanzen wie Sorghumhirsen, Mais, Hirse und Reis.

## Beschreibung
Striga asiatica ist eine parasitäre, einjährige Pflanze, die Wuchshöhen von bis zu 40 Zentimeter erreicht. Sie ist starr aufrecht wachsend, schuppig und striegelhaarig und ist meist ab der Mitte verzweigt. Der Stängel ist undeutlich vierkantig. Die gegenständig angeordneten, grünen Laubblätter weisen eine Länge von (selten 10 bis) 20 bis 50 mm und eine Breite von 1 bis 3 mm auf und sind damit länger als die Internodien. Sie sind linealisch oder eng elliptisch geformt, sind ganzrandig und haben eine undeutliche Aderung.
Die Blüten sind locker und gegenständig in einem traubigen Blütenstand angeordnet. Der Blütenstand ist länger als der Stängel. Die Blüten werden von zwei Tragblättern begleitet. Diese sind an den unteren Blüten 15 bis 35 (selten bis 50) × 1 bis 3 mm groß und laubblattartig; die Tragblätter an den oberen Blüten sind lanzettlich geformt. Alle Tragblätter sind länger als der Kelch.
Die zygomorphen Blüten sind weniger als 1,5 cm groß. Der Kelch ist zehnrippig und 7 bis 9 mm lang. Die Kelchröhre ist 5 bis 7 mm lang und mit fünf gleich geformten oder sechs bis acht ungleich geformten Kelchzipfeln besetzt. Diese sind schmal lanzettlich und weniger als halb so lang wie die Kelchröhre. Die Krone ist zweilippig ist rot gefärbt und besitzt einen gelben Schlund, gelegentlich ist sie auch vollständig gelb. Die Kronröhre ist 11 bis 14 mm lang, gebogen, oberhalb des Kelches erweitert und dicht behaart. Die Lappen der Unterlippe sind 3 bis 5 × 2 bis 3 mm groß, verkehrt eiförmig und abstehend. Die Oberlippe ist 3 × 3 bis 4 (selten bis 7) mm groß, eingekerbt und immer breiter als lang. Es erfolgt Selbstbefruchtung, bevor sich die Blüten öffnen.
Die Kapselfrucht ist eiförmig und fünfkantig; sie enthält durchschnittlich 550 (bis zu 1100) Samen. Die sehr kleinen Samen sind  braun und etwa 0,2 mm lang.
Die Chromosomenzahl beträgt 2n = 24 oder 40.

## Verbreitung
Striga asiatica hat ihre natürliche Heimat in semiariden und tropischen Savannen in Afrika und Asien (zum Beispiel in West-, Süd- und Zentralafrika, auf Madagaskar). Eingeschleppt kommt sie beispielsweise im Nil-Delta und in den Vereinigten Staaten vor.